# علي كركي
علي كركي (1967 – 27 سبتمبر 2024)، القائد السابق للجبهة الجنوبية لتنظيم حزب الله اللبناني، عُيِّن خلفًا لإبراهيم عقيل بعد أيام من اغتياله، ليصبح القائد الثالث ترتيبًا في الحزب.، الا انه قُتل إلى جانب الأمين العام حسن نصر الله خلال عملية اغتيال مستهدفة وقعت أثناء اجتماع للقيادة في مقرهم في الضاحية الجنوبية.

## سيرته
ولد علي كركي في العام 1967 وينحدر من قرية عين بوسوار التابعة لقضاء النبطية في جنوب لبنان، وتخرج من الجامعة في لبنان قبل أن يلتحق بحزب الله، وقد بدأت مسيرته في صفوف الحزب أثناء الحرب الأهلية اللبنانية، ومن حينها ترقى في الرتب ، وكان له دور بارز في عدد من العمليات العسكرية، أبرزها خلال حرب لبنان 2006، كما يشغل أيضا منصب عضو المجلس الجهادي في حزب الله، وقائد الجبهة الجنوبية للحزب ، وهو يحمل أيضا الجنسية الغينية، كما أنه عضو في "مجلس الجهاد" وهي أعلى هيئة في هرم حزب الله التنظيمي التي تَتَّخِذُ القرارات الاستراتيجية والعسكرية وتدير الحرب مع إسرائيل.

## وفاته
في 23 سبتمبر 2024، زعم الإعلام الإسرائيلي استهداف كركي في غارة جوية مستهدفة شنها سلاح الجو الإسرائيلي أثناء تواجده في الضاحية الجنوبية لبيروت، لكن السيارة التي استهدفتها كانت مموهة ولم يكن فيها، وأكد حزب الله نجاة الكركي، وانتقاله إلى مكان آخر. وفي 28 سبتمبر 2024، أعلن الجيش الإسرائيلي أن كركي قُتل يوم إلى جانب حسن نصر الله في غارة جوية في بيروت.